# Wadim Fjodorowitsch Krotow

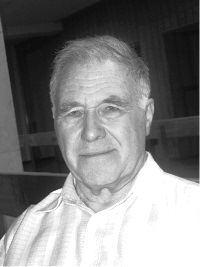
Wadim Fjodorowitsch Krotow

Wadim Fjodorowitsch Krotow (russisch Вадим Фёдорович Кротов; * 14. Februar 1932 in Chabarowsk; † 4. März 2015 in Moskau) war ein russischer Mathematiker, Kybernetiker und Hochschullehrer.

## Leben
Krotow studierte an der Staatlichen Technischen Universität Moskau mit Abschluss 1956. Darauf arbeitete er als Ingenieur-Konstrukteur im Zentralforschungsinstitut für Schwermaschinenbau. 1958 kehrte er zur Aspirantur an die  Staatliche Technische Universität Moskau zurück. Dort begann er sich mit der Theorie der optimalen Steuerung zu beschäftigen. 1960 erschien seine erste wissenschaftliche Arbeit über unstetige Lösungen von Variationsaufgaben.
1961 begann Krotow seine Lehrtätigkeit am Lehrstuhl für Flugdynamik und Steuerung (Leiter Iwan Wassiljewitsch Ostoslawski) des Moskauer Staatlichen Luftfahrtinstituts (MAI). 1962 verteidigte er erfolgreich seine Kandidat-Dissertation Eine neue Methode der Variationsrechnung und einige Folgerungen im Steklow-Institut für Mathematik der Akademie der Wissenschaften der UdSSR und 1963 ebenso seine Doktor-Dissertation Einige neue Methoden der Variationsrechnung und ihre Konsequenzen für die Flugdynamik im MAI. 1967 wurde Krotow Professor.
1968 wurde Krotow auf den Lehrstuhl für Höhere Mathematik des Moskauer Luftfahrt-Technologie-Instituts (MATI) berufen. 1969 veröffentlichte er zusammen mit W. I. Gurman und W. S. Bukrejew die Monografie Neue Methoden der Variationsrechnung für die Flugdynamik (New Variational Methods in Flight Dynamics. Transl. TTF-657 NASA, USA 1971). Er führte das Interinstitutsseminar Optimale Steuerung durch zur Theorie der entarteten unbeschränkten Differentialgleichungen (W. I. Gurman) und zur optimalen Steuerung hybrider (diskrete und kontinuierliche) Systeme mit neuen Rechenmethoden (Krotow und Gurman) und Invarianzbedingungen (M. M. Kristalew).
1972 wechselte Krotow als Professor zum Moskauer Wirtschaftsstatistik-Institut (MESI) und blieb dort bis 1996. 1974 bis 1982 leitete er den dortigen Lehrstuhl für Wirtschaftskybernetik. In Zusammenarbeit mit anderen Wissenschaftlern insbesondere aus dem Zentralen Wirtschaftsmathematik-Institut (ZEMI) und dem Allunionsinstitut für Systemanalyse der Akademie der Wissenschaften wendete er die Theorie der optimalen Steuerung auf nichtlineare Modelle des Wirtschaftswachstums auf der Basis des allgemeinen Gleichgewichts von Wassily Leontief an und leitete die hinreichenden Bedingungen für die Optimalität makroökonomischer Prozesse ab.
1982 wurde Krotow Leiter des Laboratoriums Nr. 45 für mathematische Methoden der optimalen Steuerung von Systemen im W. A. Trapesnikow-Institut für Probleme der Kontrolltheorie (IPU) der Akademie der Wissenschaften. In diesem Laboratorium wurden Systeme der interaktiven Optimierung entwickelt sowie Systeme zur Modellierung und Optimierung ökologisch-ökonomischer Prozesse. 2003 wurde Krotow als Verdienter Wissenschaftler der Russischen Föderation ausgezeichnet.